# Токамак
Думата „токамак“ (съкр. от руския израз „ТОроидальная КАмера с МАгнитными Катушками“) е експериментално устройство с тороидална форма, т.е. подобна на кравай, в което се създава и удържа високотемпературна плазма. Главната цел на провежданите експерименти е да се постигне управляем термоядрен синтез, който е един от най-перспективните бъдещи енергийни източници.
Токамакът е разработен от съветските физици Игор Там и Андрей Сахаров през 50-е години на XX век и вдъхновен от идеята на Олег Лаврентиев.
През 1963 година в Съюз на Съветските Социалистически Републики започва да работи първият експериментален термоядрен реактор в света. 
Синтезът се състои в сливане на ядрата на деутерий и тритий, които са изотопи на водорода и могат да се извличат от водата, като в резултат се получава хелий и се освобождава термоядрена енергия подобно на процесите в Слънцето.
За да протече описаната реакция в токамака, йоните на деутерия трябва да се нагреят до стотици милиони градуси. За удържането им при тази температура е необходимо да бъде приложено магнитно поле и да се индуцира електрически ток в плазмата в тороидална посока. Магнитното поле се създава чрез вертикално ориентирани бобини, обхващащи токамака, а плазменият ток се генерира индуктивно, като плазмата играе ролята на вторична намотка на соленоиден трансформатор.
Алтернативно високотемпературната плазма може да се удържи и като се приложи магнитно поле със специална геометрия в реактори от тип стеларатор.
Най-големите в света токамаци са следните:
- JET (Joint European Torus), Великобритания
- JT60-U, Япония
- DIII-D, САЩ
- T-15, Русия
- ASDEX Upgrade, Германия
- Tore Supra, Франция

Международният токамак ITER (International Thermonuclear Experimental Reactor) е планиран да бъде изграден в научноизследователския център Кадараш (Cadarache) в Югоизточна Франция, и ще бъде един от най-големите международни научни проекти. Целта на ITER е да демонстрира потенциала на термоядрения синтез в посока на намиране на нови начини за задоволяване на все по-нарастващите нужди от електрическа енергия.